# أسل هالي
أسل هالي (الاسم العلمي: Juncus hallii) نوع نباتي يتبع جنس الأسل وينتمي إلى الفصيلة الأسلية.